# Mulgi

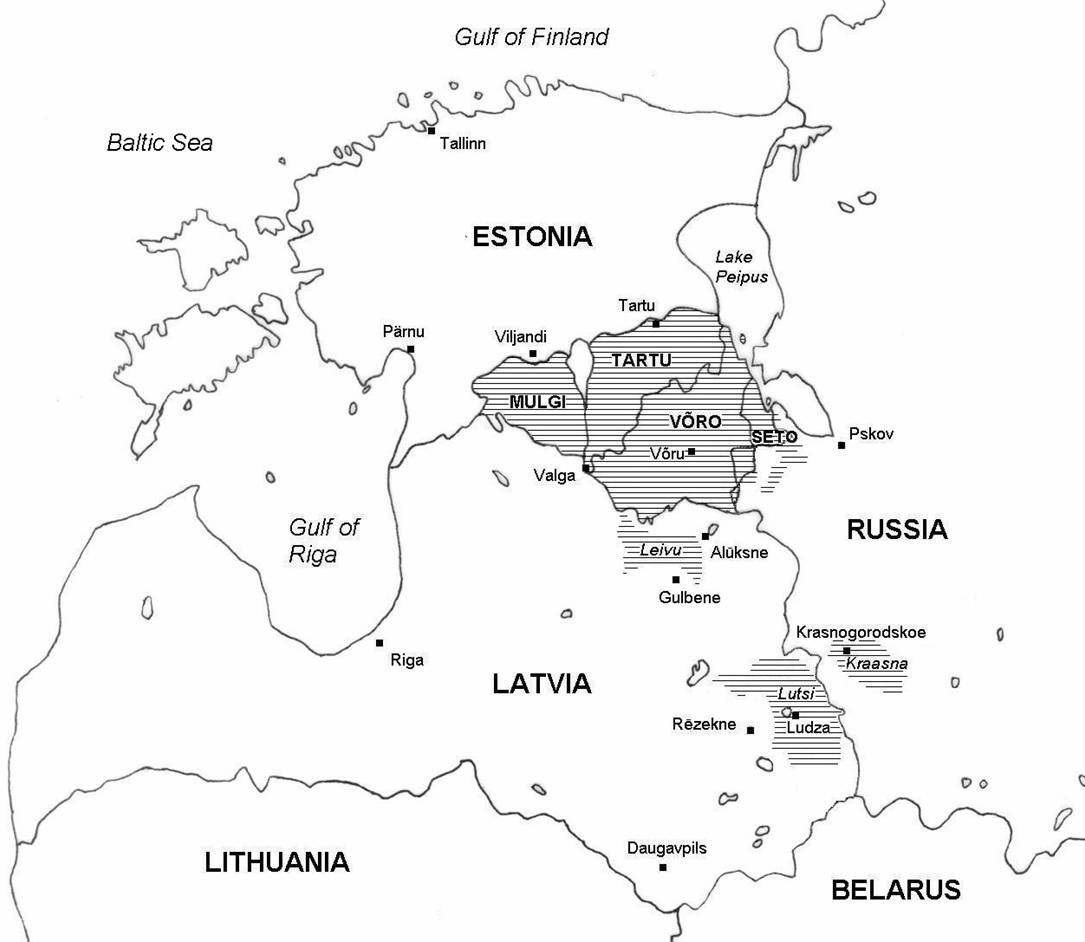
Heutiges Verbreitungsgebiet der südestnischen Sprachen: Mulgi, Seto, Tartu und Võro.

Mulgi (estnisch mulgi keel) ist eine traditionelle Dialektform der südestnischen Sprache. Als deutscher Ausdruck wird manchmal Mulk verwendet.
Die südestnische Sprache (estnisch lõunaeesti keel) weist neben den Hauptvarianten Võro und Seto, die für einige Sprachwissenschaftler als getrennte Sprachen gelten, die Dialekte (oder Mundarten) Mulgi und Tartu auf.
Der traditionelle Sprachraum von Mulgi wird Mulgimaa genannt. Das ländlich geprägte Gebiet umfasst hauptsächlich die historischen Kirchspiele von Helme, Karksi, Halliste, Tarvastu und Paistu. Sie befinden sich auf dem Gebiet der heutigen Kreise Viljandi und Valga. Hauptort von Mulgimaa ist Abja-Paluoja. Dort wird an einer Schule auch Sprachunterricht in Mulgi erteilt.
Eine einheitliche Schriftsprache für Mulgi existiert nicht. Zur Förderung von Mulgi wurde das Mulgi Kultuuri Instituut gegründet. Der „Verein der Mulgi-Sprecher“ (Mulkide selts), der von 1934 bis zur sowjetischen Besetzung Estlands 1940 und wieder ab 1989 aktiv ist, gibt Bücher in Mulgi heraus. Unregelmäßig erscheint die Zeitung Mulke Sõna. Eesti Raadio sendet einmal im Monat eine Sendung in Mulgi.
Neben der gesprochenen Sprache ist auch Lyrik in Mulgi entstanden. Unter anderem schrieb der Schriftsteller August Kitzberg (1855–1927) in Mulgi. Moderner Hauptvertreter war der estnische Dichter Nikolai Baturin (1936–2019).
Mulgi hat derzeit in Estland keinen offiziellen Status. 2004 wurde eine Regierungskommission eingesetzt, die sich mit der künftigen Stellung von Mulgi befassen soll.